# Agshin Alizade
Agshin Alizade (en azerí: Aqşin Əlizadə; Bakú, 22 de mayo de 1937 - Bakú, 3 de mayo de 2014) fue un compositor de Azerbaiyán, Artista del Pueblo de la RSS de Azerbaiyán.

## Biografía
Agshin Alizade nació el 22 de mayo de 1937 en Bakú. En 1962 se graduó de la Academia de Música de Bakú. Fue el autor del primer ballet heroico-épico "Babek" en Azerbaiyán, creado en 1979 basado en el poema de Ilya Selvinsky. El próximo ballet "Viaje al Cáucaso" refleja los acontecimientos de la historia de Azerbaiyán y la imagen de la poeta Khurshidbanu Natavan. Agshin Alizade fue presidente de la Unión de Compositores de Azerbaiyán en 1985-1990 y secretario de la Unión de Compositores Soviéticos.
Agshin Alizade murió el 3 de mayo de 2014 en Bakú y fue enterrado en el Callejón de Honor.

## Premios y títulos
- Premio Estatal de la RSS de Azerbaiyán (1978)
- Artista de Honor de la RSS de Azerbaiyán (1982)
- Artista del Pueblo de la RSS de Azerbaiyán (1987)
- Orden Shohrat (1997)
- Orden Sharaf (2012)